# Die Trümpfe des Jüngsten Gerichts
Die Trümpfe des Jüngsten Gerichts ist der sechste von zehn Romanen im Fantasy-Zyklus Die Chroniken von Amber des US-amerikanischen Autors Roger Zelazny. Er wurde erstmals 1985 als Trumps of Doom von Arbor House veröffentlicht. Auf Deutsch wurde der Roman unter dem Titel Die Trümpfe des Jüngsten Gerichts publiziert, der in der Übersetzung durch Irene Bonhorst 1995 bei Heyne erschien.
Während die ersten fünf Bände von Corwin erzählt wurden, ist bei den restlichen sein Sohn Merlin der Erzähler. Die Handlung ist dem Subgenre Science Fantasy zuzuordnen. Merlins Zeit auf der Erde enthält viele technische Elemente, wie seine Entwicklung einer KI, die er „Geistrad“ nennt.
Die Trümpfe des Jüngsten Gerichts gewann 1986 den Locus Award als bester Fantasy-Roman.

## Handlung
Merle Corey verbringt einen weiteren 30. April damit, auf Attentate auf sein Leben zu warten, die aber regelmäßig fehlschlagen. Als er sich mit seinem Freund und ehemaligen Arbeitskollegen Lucas Raynard (Luke) trifft, weist dieser ihn darauf hin, dass seine Ex-Freundin Julia Barnes dringend mit ihm sprechen wolle. In Julias Wohnung findet Merle ihre übel zugerichtete Leiche und wird von einem hundeähnlichen Monster attackiert, kann es aber töten. Ein weiterer Hinweis führt in zum Maler und Magier Viktor Melman, der mit Julia in Kontakt war und ihn – durch ein Portal in einem Bild – in eine Falle lockt; Melman versucht ihn zu töten, scheitert aber, erzählt Merle von Julia und seinem Mentor und wird schließlich unabsichtlich getötet. In Melmans Wohnung wird Merle von einer Frau namens Jasra – die plötzlich per Trumpf dort erscheint – angegriffen, kann ihr aber über einen eigenen Trumpf zu einer Wüste mit einer Sphinx entkommen. Nachdem er ihr Rätsel gelöst hat, darf er passieren und verabschiedet sich als Merlin  vom Chaos. Durch die Schatten wandelt er zur Erde zurück. Er folgt Luke nach Albuquerque und Santa Fe. Dort frägt Luke, ob Merle ihm etwas über „Geistrad“  erzählen könne; Merle wiegelt ab und erklärt, dass „Geistrad“ nur eine ausgefallene Idee und auf der Erde nicht realisierbar sei. Ein Schütze greift die beiden an, wird aber von Luke erschossen. Luke nennt Merle Merlin, Sohn des Corwin, nimmt die Leiche des Schützen mit und verschwindet in den Schatten.
Merle trifft sich mit Bill Roth, einem Anwalt und alten Freund seines Vaters auf der Erde und die beiden besprechen seine Probleme mit den Mordanschlägen und Luke sowie seine Vergangenheit als Mischling von Amber und den Burgen des Chaos. Schließlich kontaktiert König Random vom Amber Merlin und verlangt, dass er auf der Stelle nach Amber kommen müsse; Merlin nimmt Bill Roth mit zu Random.
In Amber erfahren sie, dass Randoms und Corwins Bruder Caine getötet und ein weiterer Prinz – Bleys – von einem Unbekannten angeschossen wurde. Merlin berichtet auch Random von den Anschlägen und Luke; der König möchte von Merlin Details zu „Geistrad“ hören, einer magischen KI, die Merlin in einem entfernten Schatten gebaut hat, und die ebenfalls die Schatten überbrücken kann. Random hält „Geistrad“ für gefährlich und verlangt, dass es sofort abgeschaltet wird; die KI, die mit Merlins Stimme spricht und per Terminal zugeschaltet ist, bekommt den Auftrag mit. Sofort macht sich Merlin durch die Schatten auf den Weg zu „Geistrad“. Mehrfach erhält er Warnungen – in die Erde oder Luft geschrieben, später auch durch eine mächtige Stimme – umzukehren, offensichtlich von der KI. Bald bemerkt Merlin, dass er verfolgt wird; die Warnungen werden zu Naturkatastrophen, die ihn aufzuhalten versuchen. Schließlich zeigt sich sein Verfolger – Luke, der zugibt, für einige der Mordanschläge verantwortlich zu sein, hilft ihm aber auf dem Weg zu „Geistrad“. Direkt in Sichtweite zur KI werden Merlin und Luke zurückgeworfen, wobei Merlin bewusstlos wird. Als er erwacht, befinden sie sich in einer Höhle aus blauen Kristallen. Luke eröffnet Merlin seine Herkunft: Luke ist Brands Sohn und damit sein Cousin Rinaldo. Er ermordete Caine und verübte einen misslungenen Anschlag auf Bleys (beides Onkel von Merlin). Luke will versuchen, „Geistrad“ zu kontrollieren, um es als Waffe gegen die Königsfamilie von Amber einzusetzen. Eine Erklärung, wer oder was die Anschläge fast immer vereitelt hat, hat Luke auch nicht. Luke lässt Merlin in der Höhle zurück, mit ausreichend Nahrungsmitteln, Wasser und ein paar Annehmlichkeiten. Die blauen Kristalle verhindern den Einsatz von Magie oder Trümpfen, womit Merlin dort gefangen ist.

## Kulturelle Anspielungen
Merlin erzählt Luke, dass die Operationen von Geistrad „viel theoretischen Mist mit Raum und Zeit und einige Vorstellungen von einigen Typen namens Everett und Wheeler“ beinhalten. Die Everett-Interpretation der Quantenmechanik schlägt eine „Viel-Welten-Interpretation“ vor, in der das Universum jedes Mal, wenn sich der Quantenzustand irgendeines Teilchens im Universum durch Wechselwirkung ändert, sofort in ein Bündel alternativer Zeitlinien zerfällt.

## Ausgaben
- Trumps of Doom. Arbor House, 1985, ISBN 0-87795-718-5.
  - Die Trümpfe des Jüngsten Gerichts. Heyne, 1995, ISBN 3-453-08005-X.